# Антемий
Вижте пояснителната страница за други личности с името Антемий.
Флавий Прокопий Антемий (на латински: Flavius Procopius Anthemius; на гръцки: Προκόπιος Ανθέμιος; * 420 г. в Константинопол; † 11 юли 472 г. в Рим) е западноримски император от 467 г. до 472 г.
Антемий е изтъкнат патриций, потомък на стар италийски род и зет на император Маркиан (450–457). Внук е на Антемий, преториански префект, който през 410 г. фактически води управлението за младия император Теодосий II. Има опит в битки срещу готите и хуните по Дунав. След избирането на Лъв I за император Антемий остава високопоставена фигура в Константинопол като един от възможните кандидати за трона.
След отстраняването на Либий Север от трона на Западната Римска империя минават близо две години на междуцарствие, преди източният император Лъв I да избере за свой колега на запад Прокопий Антемий. Антемий e провъзгласен в Константинопол за цезар и пристига в Италия през пролетта на 467 г., придружен от войски, платени от Лъв I. На 12 април 467 г. Антемий е коронован в Рим като Август, със съгласието на всесилния magister militum Рицимер, германец на римска служба, който се жени за дъщерята на новия император.

## Управление
Антемий се ползва с подкрепата на двора на източната римска империя и успява да привлече на своя страна италийската аристокрация. Той обаче е набеден за еретик от духовниците в Рим и неговата популярност сред народа значително спада.
В 468 г. се проваля съвместния десант на двете Римски империи срещу вандалите в Северна Африка. Това коства загубата на голям финансов и военен ресурс за империята. След това Антемий продължава опитите да води активна политика, сключвайки съюз с романо-бритите и гало-римските бретонци в Арморика против вестготите. През 470 г. войските на тяхната коалиция са разгромени близо до Арл, а Западната империя губи окончателно владенията си в Испания и Аквитания.
Неуспехите дават повод на Рицимер да отстрани чрез военен метеж станалият неудобен за неговите интереси император, който междувременно се разболява тежко и е обсаден в Рим от варварските наемници на своя главнокомандващ. След ожесточена петмесечна обсада градът е превзет а Антемий търси убежище в една от църквите дегизиран като просяк. Скоро след това е разпознат и обезглавен от варварите (11 юли 472 г.).

## Семейство
Антемий e женен за Марция Евфемия, дъщеря на византийския император Марциан. Нейна мащеха е Пулхерия, втора съпруга на нейния баща.
Евфемия и Антемий имат пет деца: една дъщеря и четири сина. Дъщеря им Алипия e омъжена за Рицимер. Синовете им са Антемиол (+ 471), Маркиан, Прокопий Антемий и Ромул. Маркиан се жени за Леонция, дъщеря на Лъв I и Верина.